# Norbert Grupe
Norbert Grupe (ur. 25 sierpnia 1940 w Berlinie, zm. 10 marca 2004 w Meksyku) – niemiecki bokser i wrestler, próbujący swoich sił także jako aktor. Nosił przydomek Prinz oraz Wilhelm von Homburg.

## Życiorys
Zaczynał od pokazowych walk zapaśniczych w USA, następnie zajął się boksem. Występował od 1962 jako zawodowiec w kategorii półciężkiej. Stoczył 46 walk, z czego 29 wygrał, 11 przegrał a 6 zremisował; debiutował nierozstrzygniętym pojedynkiem z Samem Wyattem w Los Angeles. Wygrał m.in. z Gerhardem Zechem i Giulio Rinaldim, a przegrał z tymże Rinaldim, Piero Tomasonim, Piero del Papą, Oscarem Bonaveną, Jürgenem Blinem i Rudigerem Schmidtke. Najważniejszą walkę stoczył 19 listopada 1966 – przegrał wówczas pojedynek o zawodowe mistrzostwo Europy w kategorii półciężkiej z Włochem Del Papą; został w 11. rundzie zdyskwalifikowany za uderzanie przeciwnika głową, kiedy prowadził na punkty. Prawdopodobnie bardziej zapamiętano go jednak z niezwykłego wywiadu, jakiego „udzielił” Rainerowi Guenzlerowi w programie stacji ZDF „Aktuelles Sportstudio”. Po jednej z walk (porażce z Argentyńczykiem Oscarem Bonaveną), 21 czerwca 1969, na sześć pytań dziennikarza Grupe nie odezwał się ani jednym słowem, demonstrował jedynie swoją wściekłość. Mimo to Guenzler zakończył wywiad tradycyjnym Panie Grupe, dziękuję panu za tę rozmowę.
Wystąpił m.in. w filmie Morituri (1964, reż. Bernhard Wicki), u boku Marlona Brando i Yula Brynnera oraz Ghostbusters II (1989, reż. Ivan Reitman). Nie udało mu się jednak zrobić większej kariery aktorskiej.
Był bohaterem filmu dokumentalnego Der Boxprinz (1999) w reżyserii Gerda Kroske. Film ten zdobył wiele wyróżnień.
Po zakończeniu kariery sportowej wielokrotnie popadał w konflikty z prawem. Spędził w więzieniu około 5 lat, skazany za pobicia oraz czerpanie zysku z prostytucji.
Był biseksualistą.
Zmarł na raka prostaty.